# Фехнер, Мария Васильевна
Мария Васильевна Фехнер (1909—1996) — советский и российский археолог, историк, сотрудник Государственного исторического музея, специалист по связям Руси со Скандинавским миром.

## Биография
После школы Мария Васильевна Фехнер поступила на музейно-краеведческое отделение исторического факультета МГУ, которое и окончила в 1931 году. В 1932 году была зачислена в массовый отдел Исторического музея, в котором проработала экскурсоводом до 1939 года. С 1940 года — научный сотрудник, а с 1952 года — заведующая 3-м (археологическим) отделом. В годы Великой Отечественной войны М. В. Фехнер оставалась в Москве, читала лекции для красноармейцев.

## Научная деятельность
В 1952 году Мария Васильевна защитила кандидатскую диссертацию на тему «Торговля Русского государства со странами Востока в XVI веке» (руководитель — академик М. Н. Тихомиров). В дальнейшем она исследовала экономические отношения Русского государства со странами Востока и Средиземноморья в более раннюю эпоху (IX—XIV вв.).
Основным же направлением её интересов стало изучение памятников эпохи раннего средневековья в Волго-Окском междуречье и связей Руси со Скандинавским миром. М. В. Фехнер участвовала в раскопках могильников Ярославского Поволжья IX—XI вв. — Тимерево, Петровского и Михайловского. В общей сложности по этим проблемам ею было опубликовано более 100 статей.
В 1950—1960-е годы Фехнер написала более 80 небольших статей в БСЭ.

## Оценка научного вклада
К концу своей жизни Фехнер стала признанным авторитетом по истории и археологии Волго-Окского междуречья. Однако основным её вкладом в изучение Древнерусской истории явилось введение в научный оборот скандинавских древностей Поволжья.

Советская историография, после некоторого перерыва в первые годы после революции, вернулась к норманнской проблеме на государственном уровне. Основным аргументом был признан тезис одного из основоположников марксизма Фридриха Энгельса о том, что государство не может быть навязано извне, дополненный официально пропагандируемой в то время псевдонаучной автохтонистской теорией лингвиста Н. Я. Марра, отрицавшей миграции и объясняющей эволюцию языка и этногенез с классовой точки зрения. 
В Советском Союзе ... история (и археология как историческая наука) были поставлены на службу идеологии.
Е.Н. Носов
 В связи с этим изучение таких типично скандинавских северных памятников, как Староладожское городище, Рюриково городище замедлилось, а скандинавские древности из Гнёздова (бассейн Днепра) или Тимерёва (Волга) были неизвестны. В 1963 году Фехнер (совместно с В. С. Дедюхиной и В. П. Левашовой) были опубликованы скандинавские древности, найденные на территории Древней Руси в Ярославском Поволжье (в том же году Е. А. Шмидт с крайне осторожными оценками опубликовал результаты исследований в Гнёздово). После этого в 1966-67 годах Фехнер опубликовала серию работ, в которых анализировалось происхождение скандинавских находок и данные по торговле Руси со странами Северной Европы. Таким образом в начале 1960-х появилась целая серия работ, посвященных изучению археологических материалов, отражающих связи Скандинавии и Руси, что свидетельствовало о явном оживлении интереса к «варяжскому» вопросу.

## Избранные научные труды и статьи
- Торговые связи России со странами Востока в XVI веке : автореф. дис. ... канд. ист. наук. — М.: ГИМ, 1949. — 16 с.
- Торговля Русского государства со странами Востока в XVI веке. — М.: Госкультпросветиздат, 1956. — 122 с. — (Труды ГИМ. — Вып. 31).
- Поселения Древней Руси (в соавторстве с А. В. Успенской) // Очерки по истории русской деревни. Труды ГИМ. М., 1956. Вып. 32.
- К вопросу об экономических связях древнерусской деревни // Очерки по истории русской деревни X—XIII вв. Труды ГИМ. М., 1956. Вып. 32.
- Тимерёвский могильник // Ярославское Поволжье X—XI вв. М., 1963; Петровский могильник // Там же; Изделия костерезного производства // Там же; Внешнеэкономические связи по материалам ярославских могильников // Там же; Предметы языческого культа // Там же.
- О происхождении и датировке железных гривен // Археологический сборник. Труды ГИМ. М., 1966. Вып. 40.
- Шейные гривны // Очерки по истории русской деревни X—XIII вв. Труды ГИМ. М., 1967. Вып. 43.
- Привески-бубенчики (в соавторстве с В. А. Мальм). Труды ГИМ. М., 1967. Вып. 43.
- Деревня Северо-Западной и Северо-Восточной Руси X—XIII вв. по археологическим данным // Очерки по истории русской деревни X—XIII вв. Труды ГИМ. М., 1967. Вып. 43.
- Крестовидные привески «скандинавского» типа // Славяне и Русь. М., 1968.
- Шелковые ткани как источник для изучения экономических связей Древней Руси // История и культура Восточной Европы по археологическим данным. М., 1971.
- Шелковые ткани в средневековой Восточной Европе // СА. 1982. 2.
- Наконечник ножен меча из кургана близ Коростеня // СА. 1982. 4.
- Погребальный обряд Тимерёвского могильника (в соавторстве с Н. Г. Недошивиной) // Советская археология. 1985. 2.
- Находки на Куликовом поле // Куликово поле: Материалы и исследования. Труды ГИМ. М., 1990. Вып. 73.
- Древнерусское золотое шитье X—XIII вв. в собрании Государственного Исторического музея // Средневековые древности Восточной Европы. Труды ГИМ. М., 1993. Вып. 82